# Alexandre Kouroch
Alexandre Parfenovitch Kouroch (en russe : Александр Парфенович Курош), né le 30 avril 1862 dans le gouvernement de Nijni Novgorod et mort en août 1918, est un vitse-admiral russe.

## Famille
Alexandre Parfenovitch Kouroch épousa Zinaïda Vyatkina.
Trois enfants sont issus de cette union :
- Zinaïda Alexandrovna Kouroch (1888-1912)
- Pavel Alexandrovitch Kouroch (1894-1911)
- Alexandre Alexandrovitch Kouroch (1891-) enfant adopté.

## Biographie
Alexandre Parfenovitch Kouroch étudia à l'Académie navale Alexandre puis entra au Corps naval des Cadets dont il sortit diplômé en 1862.
En 1893, Alexandre Parfenovitch Kouroch fut placé à la tête d'un escadron en mer Noire. Entre 1899 et 1900, il commanda à bord du croiseur no 253. En 1901, il exerça le commandement à bord des croiseurs no 267 et 259. Officier supérieur, il navigua sur la canonnière Koubanets (1902-1904). Au grade de capitaine (premier rang - grade équivalent à celui de colonel dans l'infanterie ou l'armée de l'air) il servit à bord du croiseur Aurore (lancé le 24 mai 1900 - mis hors service le 17 novembre 1948 - navire musée depuis 1957 ancré à Saint-Pétersbourg). En 1904, il fut nommé commandant du Zavetny. Il commanda le croiseur Finn (1904-1906) puis en 1906 fut transféré à bord du navire école le croiseur Mémoire d'Azov (construction 1886 - lancement juin 1888 - mis en service 1890 - mis hors service en 1919 - démantelé). Entre 1909 et 1911 il exerça le commandement à bord du croiseur Amiral Makarov. Le 17 août 1915 il fut nommé chef de brigade des croiseurs en mer Baltique. Le 30 août 1916, il fut promu vice-amiral. Le 23 janvier 1917 le commandement de la forteresse de Kronstadt lui fut attribué.

## Décès
Alexandre Parfenovitch Kouroch fut arrêté et détenu sans inculpation. La Commission d'exécution des arrestations extra-judiciaires ordonna sa libération. Demeurant sur les territoires occupés par les Bolcheviques, il fut de nouveau arrêté le 16 septembre 1918 et probablement exécuté.

## Sources
- (ru) Cet article est partiellement ou en totalité issu de l’article de Wikipédia en russe intitulé « Курош, Александр Парфёнович » (voir la liste des auteurs).